# Cladochaeta spira
Cladochaeta spira är en tvåvingeart som beskrevs av David Grimaldi och Nguyen 1999. Cladochaeta spira ingår i släktet Cladochaeta och familjen daggflugor.
Artens utbredningsområde är Dominikanska republiken. Inga underarter finns listade i Catalogue of Life.